# 科茨山 (維多利亞地)
科茨山（英語：Mount Coates）是南極洲的山峰，位於維多利亞地，屬於庫克里山的一部分，海拔高度2,060米，由英國探險隊命名，現時由南極條約體系管理。